# Gor (série de John Norman)
Gor é o planeta fictício onde se passa a série de crônicas conhecidas como a Saga Goreana, Crônicas da Contraterra, Crônicas de Gor, entre vários outros nomes (dependendo da publicadora), de autoria de John Norman, pseudônimo do acadêmico americano  John Frederick Lange, Jr, doutor em filosofia e mestre em artes. A série é inspirada principalmente pela série Barsoom de Edgar Rice Burroughs e pelo romance Almuric de Robert E. Howard, mas também é conhecido por seu conteúdo, que combina filosofia, literatura erótica e fantasia científica.
Na série, Gor é uma contraterra, um planeta habitável na mesma órbita que a Terra, porém linearmente oposto a ela, o que mantém sua existência secreta. Nele existe um mundo fantástico, dominado por uma fauna e flora alienígena com característica mitológica e civilizações humanas com vários paralelos a povos antigos, como os greco-romanos, os viquingues e os nativos americanos. Mas o tema mais marcante da série de Gor é a exploração da sexualidade nas sociedades goreanas, em que algumas mulheres, chamadas kajirae, são escravas e propriedade das pessoas chamadas de Livres. A figura feminina em Gor não se limita apenas à kajira; existem Mulheres Livres (Free Women), que possuem a liberdade de ir e vir como qualquer homem e podem selar uniões através de contratos. Embora seja uma figura menos explorada, também existem em Gor escravos homens de diferentes funções, dentre elas sexuais. 

Retrato de Gor como uma "contraterra".

A série é uma das mais longas tanto na ficção científica como na fantasia, com mais de cinco décadas desde a publicação da primeira crônica. As 25 primeiras crônicas foram lançadas entre 1966 e 1988, porém a série ficou estagnada pelos treze anos seguintes devido a problemas de publicação, mas foi reestabelecida em 2001 e continua sendo publicada até hoje, com 9 crônicas adicionais, totalizando 34 que formam a série até o momento.
A série inspirou dois filmes, um de 1988 e outro de 1989, e criou um estilo de vida independente que se desenvolveu dentro e fora da internet.

## Lista de livros

### Publicados pela Ballantine Books (1966–1971)
| Título (original)   | Título (tradução)      | Ano  | Fonte              |
| ------------------- | ---------------------- | ---- | ------------------ |
| Tarnsman of Gor     | Tarnsman de Gor        | 1966 | ISBN 0-345-27583-7 |
| Outlaw of Gor       | Foragido de Gor        | 1967 | ISBN 0-345-27136-X |
| Priest-Kings of Gor | Reis-Sacerdotes de Gor | 1968 | ISBN 0-7592-0036-X |
| Nomads of Gor       | Nômades de Gor         | 1969 | ISBN 0-7592-5445-1 |
| Assassin of Gor     | Assassino de Gor       | 1970 | ISBN 0-7592-0091-2 |
| Raiders of Gor      | Assaltantes de Gor     | 1971 | ISBN 0-7592-0153-6 |

### Publicados pela DAW Books (1971–1988)
| Título (original)     | Título (tradução)       | Ano  | Fonte              |
| --------------------- | ----------------------- | ---- | ------------------ |
| Captive of Gor        | Cativa de Gor           | 1972 | ISBN 0-7592-0105-6 |
| Hunters of Gor        | Caçadores de Gor        | 1974 | ISBN 0-7592-0130-7 |
| Marauders of Gor      | Saqueadores de Gor      | 1975 | ISBN 0-7592-0141-2 |
| Tribesmen of Gor      | Homens Tribais de Gor   | 1976 | ISBN 0-7592-5446-X |
| Slave Girl of Gor     | Garota Escrava de Gor   | 1977 | ISBN 0-7592-0454-3 |
| Beasts of Gor         | Feras de Gor            | 1978 | ISBN 0-7592-1125-6 |
| Explorers of Gor      | Exploradores de Gor     | 1979 | ISBN 0-7592-1167-1 |
| Fighting Slave of Gor | Escravo Lutador de Gor  | 1980 | ISBN 0-7592-1173-6 |
| Rogue of Gor          | Velhaco de Gor          | 1981 | ISBN 0-7592-1179-5 |
| Guardsman of Gor      | Guardas de Gor          | 1981 | ISBN 0-7592-1368-2 |
| Savages of Gor        | Selvagens de Gor        | 1982 | ISBN 0-7592-1374-7 |
| Blood Brothers of Gor | Irmãos de Sangue de Gor | 1982 | ISBN 0-7592-1380-1 |
| Kajira of Gor         | Kajira de Gor           | 1983 | ISBN 0-7592-1926-5 |
| Players of Gor        | Jogadores de Gor        | 1984 | ISBN 0-7592-1932-X |
| Mercenaries of Gor    | Mercenários de Gor      | 1985 | ISBN 0-7592-1944-3 |
| Dancer of Gor         | Dançarina de Gor        | 1985 | ISBN 0-7592-1950-8 |
| Renegades of Gor      | Renegados de Gor        | 1986 | ISBN 0-7592-1956-7 |
| Vagabonds of Gor      | Vagabundos de Gor       | 1987 | ISBN 0-7592-1980-X |
| Magicians of Gor      | Mágicos de Gor          | 1988 | ISBN 0-7592-1986-9 |

### Publicados pela E-Reads (2001–presente)
| Título (original)   | Título (tradução)      | Ano  | Fonte              |
| ------------------- | ---------------------- | ---- | ------------------ |
| Witness of Gor      | Testemunhas de Gor     | 2001 | ISBN 0-7592-4235-6 |
| Prize of Gor        | Prêmio de Gor          | 2008 | ISBN 0-7592-4580-0 |
| Kur of Gor          | Kur de Gor             | 2009 | ISBN 0-7592-9782-7 |
| Swordsmen of Gor    | Espadachins de Gor     | 2010 | ISBN 1-6175-6040-5 |
| Mariners of Gor     | Marinheiros de Gor     | 2011 | ISBN 0-7592-9989-7 |
| Conspirators of Gor | Conspiradores de Gor   | 2012 | ISBN 1-6175-6731-0 |
| Smugglers of Gor    | Contrabandistas de Gor | 2012 | ISBN 1-6175-6865-1 |
| Rebels of Gor       | Rebeldes de Gor        | 2013 | ISBN 1-6175-6123-1 |
| Plunder of Gor      | Pilhagem de Gor        | 2016 | ISBN 1-5040-3406-6 |
| Quarry of Gor       | Pedreira de Gor        | 2019 | ISBN 1-5040-5831-3 |